# A-001
A-001 foi o segundo teste de aborto da espaçonave Apollo, para o Programa Apollo da NASA. Lançado a partir do Campo de Teste de Mísseis de White Sands, Novo México, em 13 de maio de 1964, o voo suborbital teve duração de 5 minutos e 50,3 segundos. 

## Histórico
Segundo da série de testes para demonstrar que o sistema de escape no lançamento (LES), podia remover com segurança o Módulo de Comando e Serviço da Apollo (CSM), sob condições críticas de abortagem. 
Diferente do Teste 1, em que o LES foi acionado em terra, essa missão foi feita para demonstrar a capacidvade do LES em propulsionar o CSM com segurança para longe do veículo lançador na zona de alta pressão dinâmica (supersônica) da trajetória do Saturno.
O veículo de lançamento (VL) foi o segundo na série do Little Joe II, desenvolvidos para realizar testes antecipados e econômicos do LES. O Little Joe II foi impulsionado por sete motores de propelentes sólidos, um sustentador de motor Algol, que sustentou a pressão por 42 segundos, e seis motores Recruit, que queimaram por aproximadamente 1,5 segundos após a ignição. A espaçonave consistiu do LES e do modelo do CSM (BP-12).
Uma inaceitável condição de vento forçou o adiamento do lançamento, mas o veículo foi lançado com sucesso em 13 de maio de 1964. Um comando em terra enviou um sinal de aborto, desligou a pressão do veículo lançador (rompendo o revestimento do motor Algol), acionou o LES, armou o controle dos motores e separou o Módulo de Comando (CM) do Módulo de Serviço (SM). Houve alguns danos estruturais no escudo térmico do Módulo de Comando pelo contato com o impulsionador na pressão final.
Por aproximadamente 42 segundos, o motor de alijamento da torre foi acionado e separou satisfatoriamente a torre do LES do Módulo de Comando.A sequência de aterrissagem foi normal até que o cabo de um dos três paraquedas principais quebrou, em consequência do atrito com a estrutura do escudo do Módulo de Comando. O paraquedas se separou, entretanto, o Módulo de Comando, suportado apenas por dois paraquedas, desceu à taxa de 9,1 a 7,9 m/s, em vez dos 7,3 m/s previstos com os três paraquedas. O Módulo de Comando aterrissou 6,8 km do local, 350.2 segundos após atingir uma altitude de 9,1 km. Com exceção da falha do paraquedas, todos os objetivos do teste foram alcançados.